# Emisní mlhovina

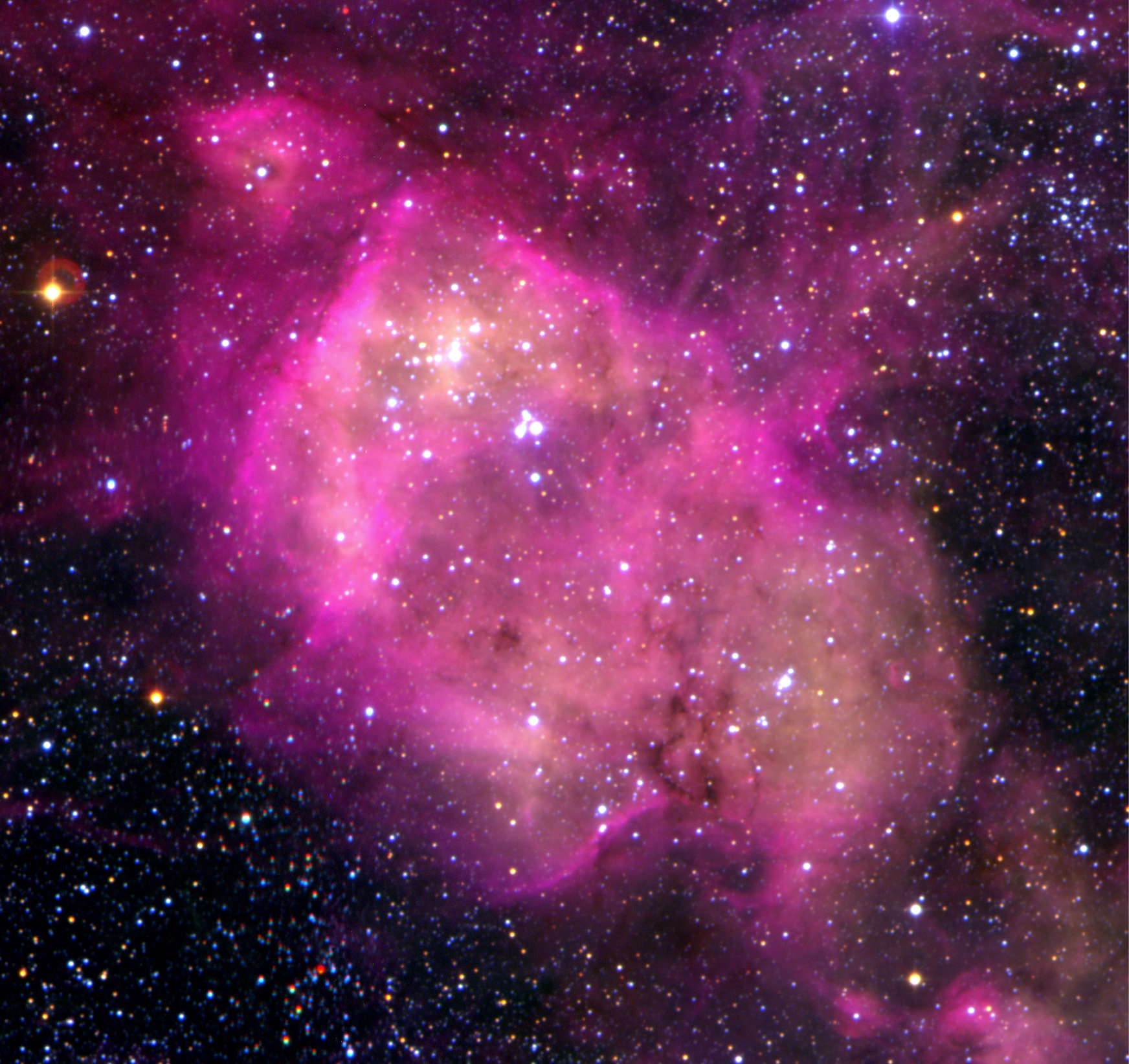
Emisní mlhovina N 164

Emisní mlhovina je mlhovina složená převážně z ionizovaného plynu (plazmatu), který emituje (vyzařuje) světlo různé barvy. Zdrojem ionizace bývá vysoce energetické elektromagnetické záření blízké hvězdy. Jde o typ difúzní mlhoviny.
Obvyklým zdrojem ionizace je ultrafialové záření velmi žhavé hvězdy. Toto záření ohřívá okolní plyn a tím jej zbavuje elektronů. Elektrony se pak srážejí s atomy plynu a energii uvolní v podobě viditelného světla.
Nejčetnějším typem emisní mlhoviny je HII oblast. Dále sem patří planetární mlhoviny nebo pozůstatky po výbuchu supernovy.
Nejznámější emisní mlhoviny
- Tarantule (NGC 2070)
- Mlhovina v Orionu (M 42)
- Krabí mlhovina (M 1)
- Orlí mlhovina (M 16)
- Mlhovina Laguna (M 8)
- Mlhovina Trifid (M 20)